# V728 Scorpii
V728 Scorpii eller Nova Scorpii 1862 är en dubbelstjärna i den södra delen av stjärnbilden Skorpionen. Den har en skenbar magnitud lägre än 11 och kräver ett kraftfullt teleskop för att kunna observeras. Baserat på parallax enligt Gaia Data Release 3 på ca 0,476 mas, beräknas den befinna sig på ett avstånd på ca 7 000 ljusår 2 100 parsek) från solen.

## Observation

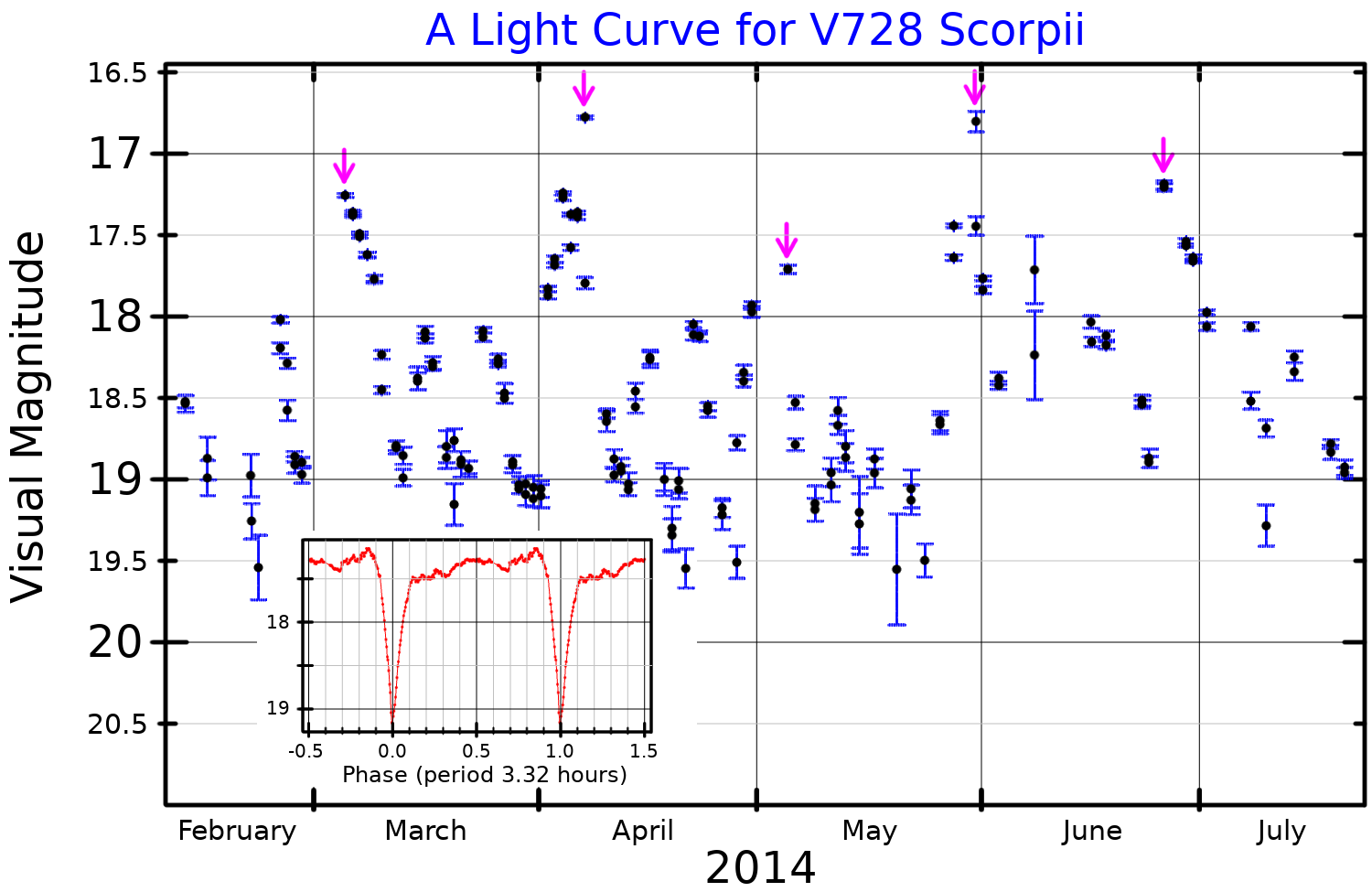
Ljuskurva för V728 Scorpii i visuella bandet. Huvuddiagrammet visar den långsiktiga variationen med pilar som pekar på de hämmade utbrotten som inträffar omkring vart 30:e dygn. Det infällda diagrammet visar variationen som orsakas av förmörkelserna, anpassade från Vogt et al. (2018) och Tappert et al. (2013).

V728 Scorpii var en nova som upptäcktes den 4 oktober 1862 av John Tebbutt, en astronom i New South Wales, Australien, medan han observerade en komet. Han rapporterade att stjärnan var i stjärnbilden Ara. Vid tidpunkten för upptäckten hade novan en skenbar magnitud på 5, vilket gjorde den synlig för blotta ögat. Nio dagar senare hade den bleknat till under 11:e magnituden, vilket tyder på att det var en mycket snabb nova.
Tappert et al. genomförde ett observationsprogram från 2009 till 2011 för att undersöka nova-kandidater. Med hjälp av fotometriska och spektroskopiska observationer identifierade de post-nova-stjärnan som motsvarar Nova Scorpii 1862. Den 20 maj 2009 hade stjärnan en magnitud i visuella bandet på 18,5. De rapporterade att spektrumet liknade det för en dvärgnova med en hög orbital lutning, vilket tyder på att det kan vara en förmörkande variabel. Uppföljande observationer av samma team fann att V728 Scorpii verkligen var en förmörkelsevariabel. Alla novor är dubbelstjärnor, i en mycket snäv omloppsbana med en "donator"-stjärna som överför material till en följeslagare i form av en vit dvärg. Förmörkelserna i V728 Scorpii verkar vara förmörkelser av ackretionsskivan som omger den vita dvärgen, snarare än någon av stjärnorna. Omloppstiden är 3,32 timmar.